# تسرتسل
تسرتسل (به بلغاری: Tseretsel) یک منطقهٔ مسکونی در بلغارستان است که در استان صوفیه واقع شده‌است.